# Yeren
Yerenen er et mystisk væsen, der ligner en orangutang, som siges at være set i bjergene i Hubei-provinsen i Kina. Yeren beskrives som høj og den pels er rødbrun. Den er muligvis i slægt med yetien. Der er ingen beviser for at dette væsen findes.